# 21621 Sherman
21621 Sherman è un asteroide della fascia principale. Scoperto nel 1999, presenta un'orbita caratterizzata da un semiasse maggiore pari a 2,3951203 UA e da un'eccentricità di 0,2595397, inclinata di 8,69826° rispetto all'eclittica.